# USS Dennis (DE-405)
USS Dennis (DE-405) là một tàu hộ tống khu trục lớp John C. Butler từng phục vụ cùng Hải quân Hoa Kỳ trong Chiến tranh Thế giới thứ hai. Nó là chiếc tàu chiến duy nhất của Hải quân Hoa Kỳ được đặt cái tên này, theo tên Hạ sĩ Otis Lee Dennis (1913–1942), người từng phục vụ như xạ thủ/điện báo viên cùng Liên đội Tuần tiễu VS-6 trên tàu sân bay Enterprise (CV-6) và đã tử trận trong cuộc không kích Roi-Namur, Kwajalein vào ngày 1 tháng 2, 1942. Nó đã phục vụ trong suốt Thế chiến II, được cho ngừng hoạt động sau khi xung đột chấm dứt vào năm 1946, rồi cuối cùng bị bán để tháo dỡ vào năm 1973. Dennis được tặng thưởng danh hiệu Đơn vị Tuyên dương Tổng thống cùng bốn Ngôi sao Chiến trận do thành tích phục vụ trong Thế Chiến II.

## Thiết kế và chế tạo
Lớp John C. Butler được thiết kế nhằm đáp ứng nhu cầu một số lượng lớn nhưng rẻ tiền của một kiểu tàu hộ tống chống tàu ngầm để hộ tống các đoàn tàu vận tải vượt đại dương. Chúng có chiều dài chung 306 foot (93,3 m), mạn tàu rộng 36 foot 10 inch (11,2 m) và mớn nước 13 foot 4 inch (4,1 m), trọng lượng choán nước tiêu chuẩn 1.350 tấn Anh (1.372 t), và lên đến 1.745 tấn Anh (1.773 t) khi đầy tải, với một thủy thủ đoàn bao gồm 14 sĩ quan và 201 thủy thủ. Con tàu được vận hành bởi hai turbine hơi nước hộp số Westinghouse; hơi nước được cung cấp bởi hai nồi hơi "D" Express, tạo ra công suất 12.000 mã lực càng (8.900 kW) và cho phép đạt được tốc độ tối đa 24 hải lý trên giờ (44 km/h; 28 mph). Nó có tầm hoạt động 6.000 hải lý (11.000 km; 6.900 mi) ở tốc độ đường trường 12 hải lý trên giờ (22 km/h; 14 mph).
Dàn vũ khí chính bao gồm hai tháp pháo 5-inch/38 caliber đa dụng nòng đơn, được dẫn đường bởi hệ thống điều khiển hỏa lực Mark 51; vũ khí phòng không gồm một khẩu đội Bofors 40 mm L/60 bốn nòng và một khẩu đội nòng đôi, cùng mười khẩu Oerlikon 20 mm nòng đơn cũng được dẫn đường bởi hệ thống Mark 51. Ngoài ba ống phóng ngư lôi 21 inch (533 mm), vũ khí chống ngầm bao gồm hai đường ray thả mìn sâu, tám máy phóng mìn sâu K-gun cùng một dàn súng cối chống ngầm Hedgehog. Con tàu được trang bị sonar kiểu QC, radar dò tìm mặt biển SL và radar dò tìm không trung SA.
Dennis được đặt lườn tại xưởng tàu của hãng Brown Shipbuilding Co. ở Houston, Texas vào ngày 15 tháng 9, 1943. Nó được hạ thủy vào ngày 4 tháng 12, 1943, được đỡ đầu bởi bà Mattie P. Dennis, mẹ của Hạ sĩ Dennis, và được cho nhập biên chế cùng Hải quân Hoa Kỳ vào ngày 20 tháng 3, 1944 dưới quyền chỉ huy của Hạm trưởng, Thiếu tá Hải quân Sigurd T. Hansen.

## Lịch sử hoạt động
Sau khi hoàn tất việc chạy thử máy huấn luyện tại khu vực Bermuda, Dennis quay trở về Xưởng hải quân Boston tại Boston, Massachusetts vào ngày 12 tháng 5 để sửa chữa sau chạy thử máy, rồi chuẩn bị để được điều động sang khu vực Mặt trận Thái Bình Dương. Nó khởi hành từ Boston, Massachusetts vào ngày 20 tháng 5, 1944, cùng với tàu chị em Eversole (DE-404) và tàu vận tải Arlington (AP-174) băng qua kênh đào Panama vào ngày 29 tháng 5, rồi tiếp tục cùng Eversole đi đến San Diego, California vào ngày 6 tháng 6. Nó lên đường vào ngày 13 tháng 6 để đi sang vùng biển quần đảo Hawaii, đi đến Trân Châu Cảng vào ngày 19 tháng 6.
Sau khi huấn luyện phối hợp cùng tàu ngầm tại vùng biển Hawaii, Dennis hộ tống một đoàn tàu vận tải đi sang Eniwetok và Kwajalein, rồi hộ tống cho tàu sân bay hạng nhẹ Belleau Wood (CVL-24) quay trở lại Eniwetok vào ngày 29 tháng 7. Sau khi gia nhập Đệ Thất hạm đội, nó hộ tống cho Đội vận chuyển 22 đi đến đảo Manus thuộc quần đảo Admiralty để thực hành, rồi cùng Lực lượng Đặc nhiệm 77 lên đường vào ngày 10 tháng 9 để hỗ trợ trên không cho cuộc đổ bộ lên Morotai tại Đông Ấn thuộc Hà Lan từ ngày 15 đến ngày 27 tháng 9. Từ ngày 12 tháng 10, nó tháp tùng để bảo vệ các tàu sân bay hộ tống hỗ trợ trên không cho cuộc đổ bô lên Leyte, Philippines.
Vào ngày 25 tháng 10, Dennis nằm trong thành phần Đơn vị Đặc nhiệm 77.4.3, vốn trở nên nổi tiếng với tên mã gọi vô tuyến Taffy 3, là đơn vị chịu đựng đòn tấn công chính của Lực lượng Trung tâm Nhật Bản trong khuôn khổ Trận chiến ngoài khơi Samar, một phần của cuộc Hải chiến vịnh Leyte. Được phân công bảo vệ các tàu sân bay hộ tống, Dennis được bố trí như chốt chặn cuối cùng giữa hàng rào tàu khu trục và tàu hộ tống khu trục với các tàu sân bay, và được ghi nhận đã phóng ngư lôi đánh chìm cho một tàu tuần dương hạng nặng, và sau đó cứu vớt 434 người sống sót từ chiếc St. Lo (CVE-63), sau khi chiếc tàu sân bay hộ tống bị đắm do máy bay tấn công tự sát Kamikaze đánh trúng. Con tàu đã được chia sẻ danh hiệu Đơn vị Tuyên dương Tổng thống dành cho Đơn vị Đặc nhiệm 77.4.3 cho hoạt động này. Sau khi trận chiến kết thúc, nó cùng đơn vị rút lui về Kossol Roads, Palau vào ngày 28 tháng 10, rồi tiếp tục hành trình ba ngày sau đó để quay trở về Hoa Kỳ, về đến San Francisco, California vào ngày 26 tháng 11, để được sửa chữa, đại tu và nâng cấp.
Quay trở lại vùng chiến sự, Dennis khởi hành từ Guam vào ngày 16 tháng 2, 1945 để tham gia cuộc đổ bộ lên Iwo Jima, và ở lại khu vực cho đến ngày 8 tháng 3, khi nó lên đường hộ tống một đoàn tàu đi Ulithi. Đến ngày 21 tháng 3, nó gia nhập thành phần hộ tống một đội đặc nhiệm tàu sân bay, và tiến hành không kích chuẩn bị cho cuộc đổ bộ tiếp theo lên Okinawa, và sau đó tiếp tục bảo vệ các tàu sân bay khi chúng hỗ trợ trên không cho trận chiến trên bộ tại quần đảo Ryūkyū này. Đến ngày 4 tháng 5, nó cứu vớt 88 người từ tàu sân bay hộ tống Sangamon (CVE-26) vốn bị máy bay tấn công tự sát Kamikaze đâm trúng, rồi sau đó phục vụ như trạm canh phòng radar tại Ulithi từ ngày 9 tháng 5 đến ngày 3 tháng 6. Quay trở lại Okinawa, nó tham gia cùng Đệ Tam hạm đội trong những lượt không kích lên chính quốc Nhật Nản cho đến ngày 26 tháng 6.
Từ ngày 30 tháng 6, Dennis phục vụ hộ tống cho tàu bè đi lại giữa Ulithi, Okinawa, Philippines và New Guinea. Sau khi Nhật Bản chấp nhận đầu hàng vào ngày 15 tháng 8, giúp chấm dứt vĩnh viễn cuộc xung đột, nó hộ tống các tàu đổ bộ đưa lực lượng chiếm đóng đến Okinawa, rồi rời vịnh Leyte vào ngày 14 tháng 10 để quay trở về Hoa Kỳ, về đến San Diego, California vào ngày 6 tháng 11. Nó được cho xuất biên chế vào ngày 31 tháng 5, 1946 và đưa về Hạm đội Dự bị Thái Bình Dương. Tên nó được cho rút khỏi danh sách Đăng bạ Hải quân vào ngày 1 tháng 12, 1972, và con tàu bị bán cho hãng National Metal & Steel Corp. tại Terminal Island, California để tháo dỡ vào ngày 12 tháng 9, 1973.

## Phần thưởng
Dennis được tặng thưởng danh hiệu Đơn vị Tuyên dương Tổng thống cùng bốn Ngôi sao Chiến trận do thành tích phục vụ trong Thế Chiến II.
|  |  |                                                       |
|  |  | Bronze star · Bronze star · Bronze star · Bronze star |
|  |  |                                                       |

| Dãi băng Hoạt động Tác chiến (truy tặng) |                                          |                                                                         |
| Đơn vị Tuyên Dương Tổng thống            | Huân chương Chiến dịch Hoa Kỳ            | Huân chương Chiến dịch Châu Á-Thái Bình Dương với 4 Ngôi sao Chiến trận |
| Huân chương Chiến thắng Thế Chiến II     | Đơn vị Tuyên dương Tổng thống Philippine | Huân chương Giải phóng Philippine (Philippine)                          |